# Miss Turchia

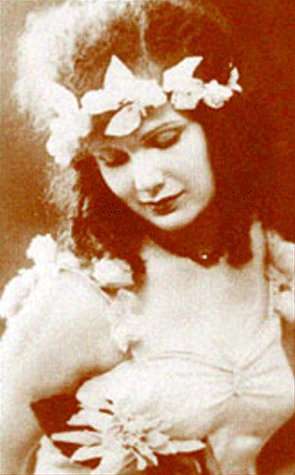
Feriha Tevfik, Miss Turchia 1929.

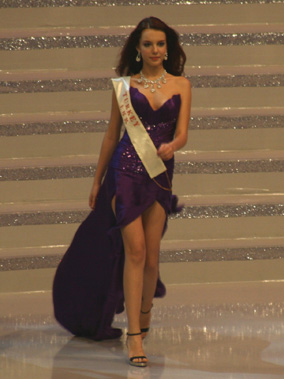
Selen Soyder, Miss Turchia 2007.

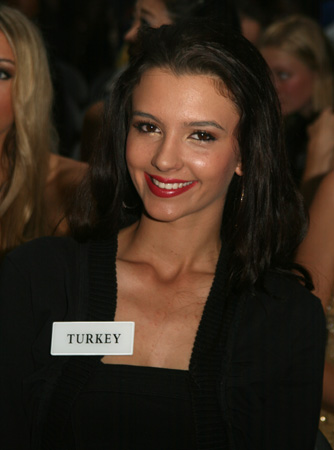
Leyla Lydia Tuğutlu, Miss Turchia 2008.

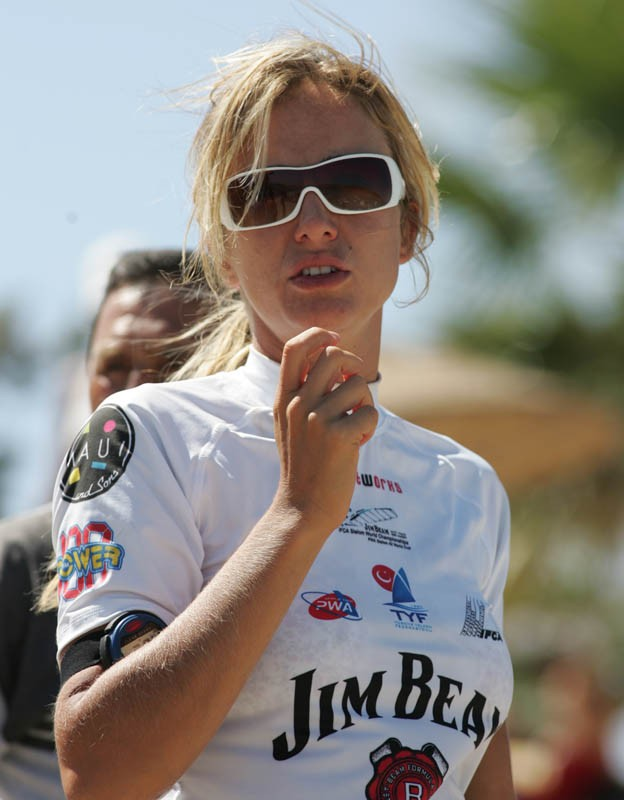
Çağla Kubat, Miss Universo Turchia 2002.

Miss Turchia è un concorso di bellezza nazionale per donne non sposate, organizzato annualmente in Turchia. La prima edizione del concorso si è tenuta il 2 settembre 1929, con il supporto del governo, e fu vinta da Feriha Tevfik.
Miss Turchia fu inizialmente promosso dal quotidiano Cumhuriyet. Dal 1980, è stato gestito dall'organizzazione Miss Turkey Organisation. Fra il 1980 ed il 1990, il concorso è stato sponsorizzato dalle riviste Güneş, Sabah, Tercüman, Bulvar ed altre. Con l'introduzione dei canali televisivi privati nel 1990, la promozione del concorso fu rilevata da alcune televisioni turche come Magic Box, Show TV, Kanal D, Star TV, NTV e CNBC-e. Il titolo Miss Turchia + un marchio registrato.
Dal 2010, la Miss Turkey Organisation seleziona fra le partecipanti al concorso quattro vincitrici con il seguente titolo ed ordine: Miss Turchia Mondo, Miss Turchia Universo, Miss Turchia Terra e Miss Turchia International per rappresentare la Turchia rispettivamente a Miss Mondo, Miss Universo, Miss Terra e Miss International.

## Albo d'oro
| Miss Turchia |                                      |      |                        |      |                         |
| 1929         | Feriha Tevfik                        | 1930 | Mübeccel Namık         | 1931 | Naside Hanim            |
| 1932         | Keriman Halis Ece                    | 1933 | Nazire Hanım           | 1953 | Ayten Akyol             |
| 1954         | Can Uysal                            | 1961 | Gulseren Uysal         | 1967 | Yelda Gürani Saner      |
| 1968         | Mine Vargı                           | 1970 | Asuman Tuğberk Yolaç   | 1972 | Feyzal Kibarer          |
| 1973         | Hale Soygazi                         | 1975 | Harika Değirmenci      | 1976 | Jale Bayhan             |
| 1980         | Fahriye Funda Ayloğlu                | 1981 | Aydan Şener            | 1982 | Ayşe Belgin Güven       |
| 1983         | Ebru Özmeriç                         | 1985 | Seda Aras              | 1986 | Meltem Doğanay          |
| 1987         | Nazan Acar                           | 1988 | Meltem Hakarar         | 1989 | Yasemin Baradan         |
| 1990         | Gülay Pınarbaşı                      | 1991 | Pınar Özdemir          | 1992 | Özlem Kaymaz            |
| 1993         | Arzum Onan                           | 1994 | Pınar Altuğ            | 1995 | Demet Şener Kutluay     |
| 1996         | Pınar Tezcan                         | 1997 | Çağla Şikel            | 1998 | Buket Saygı             |
| 1999         | Ayşe Hatun Önal                      | 2000 | Yüksel Ak              | 2001 | Tuğçe Kazaz             |
| 2002         | Azra Akın                            | 2003 | Tuğba Karaca           | 2004 | Güzel Nur Gümüşdoğrayan |
| 2005         | Hande Subaşı                         | 2006 | Merve Büyüksaraç       | 2007 | Selen Soyder            |
| 2008         | Leyla Lydia Tuğutlu                  | 2009 | Ebru Şam               | 2010 | Gizem Memiç             |
| 2011         | Melisa Aslı Pamuk                    | 2012 | Açalya Samyeli Danoğlu | 2013 | Ruveyda Öksüz           |
| 2014         | Amine Gülşe                          | 2015 | Ecem Çırpan            | 2016 | Buse Iskenderoğlu       |
| 2017         | Itir Esen (squalificata*) Aslı Sümen | 2018 | Şevval Şahin           |      |                         |

(*)La vincitrice di Miss Turchia 2017 Itir Esen venne squalificata a seguito del riemergere di alcuni suoi commenti sulla piattaforma Twitter riguardanti il colpo di Stato in Turchia del 2016, ritenuti "inaccettabili" dalla giuria del concorso.

## Rappresentanti
| Anno | Miss Mondo                              | Miss Universo                 | Miss International             | Miss Europa                     |
| ---- | --------------------------------------- | ----------------------------- | ------------------------------ | ------------------------------- |
| 1990 | Jülide Ateş (6ª classificata)           | Jülide Ateş (8ª classificata) | Aylin Fatma Aydın              | Sebnem Tan (3ª classificata)    |
| 1991 | Dilek Aslihan Koruyan (6ª classificata) | Pınar Özdemir                 | Defne Samyeli                  | Defne Samyeli (4ª classificata) |
| 1992 | Özlem Kaymaz                            | Elif Ilgaz                    | Banu Nur Dipçin                | Banu Sagnak (3ª classificata)   |
| 1993 | Emel Yildirim                           | Ipek Gümüsoglu                | Hande Kazanova (Top 15)        | Arzum Onan (Vincitrice)         |
| 1994 | Pinar Altug                             | Banu Usluer                   | Ayşın Albayrak                 | Didem Uzel (2ª classificata)    |
| 1995 | Demet Sener                             | Gamze Saygi                   | Ahu Paşakay (Top 15)           | Beste Acar (Top 15)             |
| 1996 | Serpil Sevilay Öztürk                   | Serpil Sevilay Öztürk         | Gökçe Yanardağ (Top 15)        | Pınar Yiğit (Top 15)            |
| 1997 | Çağla Şikel (4ª classificata)           | Yesim Cetin                   | Kamile Burcu Esmersoy (Top 15) |                                 |
| 1998 | Buket Saygı                             | Asuman Krause                 | Şenay Akay (Top 15)            |                                 |
| 1999 | Ayse Hatun Önal                         | Öznur Erkan                   | Merve Alman                    | Hulya Mutlu (Top 15)            |
| 2000 | Yüksel Ak (3ª classificata)             | Cansu Dere*                   | Hülya Karanlık (Top 15)        |                                 |
| 2001 | Tuğçe Kazaz                             | Sedef Avcı                    | Ece İncedursun                 | Hatice Şendil (4ª classificata) |
| 2002 | Azra Akın (Vincitrice)                  | Çağla Kubat                   | Nihan Akkuş (Top 15)           | Esra Eron (3ª classificata)     |
| 2003 | Kadriye Tuğba Karaca                    | Özge Ulusoy                   | Gizem Kalyoncu                 |                                 |
| 2004 | Nur Gümüsdograyan                       | Fatoş Seğmen                  | Gülşah Şahin                   |                                 |
| 2005 | Hande Subaşı                            | Dilek Aksoy                   | Şebnem Azade                   | Birce Akalay (Top 15)           |
| 2006 | Merve Buyuksarac                        | Ceyla Ceyla Kirazlı           | Asena Tuğal                    |                                 |
| 2007 | Mukerrem Selen Soyder                   | Sinem Sülün                   | Aslı Temel                     |                                 |
| 2008 | Leyla Lydia Tuğutlu                     | Begum Kiziltug                | Gulsun Uslu                    |                                 |
| 2009 | Ebru Şam                                | Senem Kuyucuoğlu              | Begum Yilmaz                   |                                 |
| 2010 | Gizem Memiç                             | Gizem Memiç                   | Dilay Korkmaz                  |                                 |
| 2011 | Gizem Karaca                            | Melisa Aslı Pamuk             | Elif Korkmaz                   |                                 |
| 2012 | Açalya Samyeli Danoğlu                  | Çağıl Özge Özkul              | Meltem Tüzüner                 |                                 |
| 2013 | Ruveyda Öksüz                           | Berrin Keklikler              | Ahu Ağırbaş                    |                                 |
| 2014 | Amine Gülşe                             | Dilan Çiçek Deniz             | Gizem Kocak                    |                                 |
| 2015 | Ecem Çırpan                             | Aslı Melisa Uzun              | Berfu Yıldız                   |                                 |
| 2016 | Buse Iskenderoğlu                       | Tansu Sıla Çakır              | Çagla Çukurova                 |                                 |
| 2017 | Aslı Sümen                              | Pınar Tartan                  |                                |                                 |
| 2018 | Şevval Şahin                            | Tara Madelein de Vries        |                                |                                 |

(*) Alla rappresentante della Turchia per Miss Universo 2000, Cansu Dere, fu proibito dal governo turco di partecipare al concorso che si teneva a Cipro, dato che sarebbe dovuta passare attraverso alcune aree occupate, che sono strettamente vietate. Il comitato del concorso fece in modo che la concorrente passasse da Atene, ma il giorno prima della partenza, il governo rifiutò di lasciarla andare, "per ragioni politiche".